# William Parke
Pour les articles homonymes, voir Parke.
William Parke est un réalisateur américain, né à Bethlehem (Pennsylvanie), le 17 janvier 1873, mort à New York le 28 juillet 1941.

## Biographie
Parke fut marié en secondes noces à l'actrice Alice Harrington de 1908 à son décès.

## Filmographie complète

### Réalisateur
- 1915 : Great Men Among Us
- 1916 : The Burglars' Picnic
- 1916 : The Knotted Cord
- 1916 : Other People's Money
- 1916 : The Shine Girl
- 1916 : Prudence, the Pirate
- 1917 : Le Mystère de la double croix (The Mystery of the Double Cross)
- 1917 : The Cigarette Girl
- 1917 : The Last of the Carnabys
- 1917 : The Streets of Illusion
- 1917 : Miss Nobody
- 1917 : A Crooked Romance
- 1917 : Over the Hill
- 1918 : Convict 993
- 1918 : The Yellow Ticket
- 1920 : The Key to Power
- 1920 : L'Affaire Paliser (The Paliser Case)
- 1920 : Savoir aimer (A Woman Who Understood)
- 1920 : Souviens-toi (Out of the Storm)
- 1921 : Beach of Dreams
- 1923 : Legally Dead
- 1923 : The Clean-Up
- 1923 : A Million to Burn
- 1924 : Ten Scars Make a Man

### Acteur
- 1919 : His Father's Wife de Frank Crane : Dr. Pollard
- 1923 : Notre-Dame de Paris (The Hunchback of Notre Dame) de Wallace Worsley : Josephus